# Quận của tỉnh Corrèze
3 quận của tỉnh Corrèze gồm:
1. Quận Brive-la-Gaillarde, (quận lỵ: Brive-la-Gaillarde) với 15 tổng và 99 xã. Dân số của quận này là 120.140 người năm 1990, 121.150 người năm 1999, tăng trưởng dân số là 0.84%.
2. Quận Tulle, (tỉnh lỵ của tỉnh Corrèze: Tulle) với 14 tổng và 118 xã. Dân số của quận này là 80.995 người năm 1990, và 76.997 người năm 1999, tăng trưởng dân số là 4.94%.
3. Quận Ussel, (quận lỵ: Ussel) với 8 tổng và 69 xã. Dân số của quận này là 36.773 người năm 1990, và 34.429 người năm 1999, tăng trưởng dân số là 6.37%.